# Harpalejeunea diversistipa
Harpalejeunea diversistipa là một loài Rêu trong họ Lejeuneaceae. Loài này được (Lindenb. & Gottsche) Stephani mô tả khoa học đầu tiên năm 1913.